# اچ‌دبلیو دوشیزه
اچ‌دبلیو دوشیزه یک ستاره است که در صورت فلکی دوشیزه قرار دارد.